# Stazione di San Giovanni d'Asso
La stazione di San Giovanni d'Asso è lo scalo ferroviario dell'omonima frazione del comune di Montalcino, nelle Crete Senesi, ubicato lungo la linea Asciano-Monte Antico. Si trova in basso rispetto al centro storico, dominato dal celebre castello.

## Storia
La stazione è attiva dal 1865, data in cui fu aperto il primo tratto della ferrovia Asciano-Monte Antico, ma assunse una rilevante importanza dal 1872, quando la linea fu completata.
Trasformato in fermata impresenziata nel 2000, dal 2004 l'impianto è chiuso al traffico regolare, così come l'intera linea.

## Strutture e impianti
L'infrastruttura era composta, fino all'anno 2000, dal binario di corsa e da quello di raddoppio, dotati di banchine esterne, e di un fabbricato merci adiacente con relativo binario di sosta.
Il piano terra del fabbricato in passato era occupato dalla sala di aspetto e dall'ufficio movimento.
La chiusura al traffico passeggeri di questa linea seguì la trasformazione in fermata e conseguente eliminazione dei binari d'incrocio.

## Movimento
L'impianto è servito unicamente da treni turistici e storici organizzati nell'ambito dell'iniziativa Trenonatura condotta dall'Associazione Ferrovia Val D'Orcia.